# Comunidad de comunas del Miey de Bearne
La Comunidad de comunas del Miey de Bearne (en francés, Communauté de communes du Miey de Béarn) era una estructura intercomunal francesa del departamento francés de Pirineos Atlánticos, situado en la región de Nueva Aquitania.
El 1 de enero de 2017 pasó a formar parte de la Communauté d’Agglomération Pau Béarn Pyrénées.

## Historia
Fue creada en 1963 con la denominación de Sindicato Intercomunal Multipropósito de Lescar (en francés, SIVOM de Lescar), con la unión de diez comunas cercanas a Lescar.
En enero de 1994 se transformó en la Comunidad de comunas de Lescar (en francés, Communauté de communes de Lescar), integrada por catorce comunas.
En enero de 1998 la comuna de Lescar dejó de pertenecer a la comunidad, por lo que esta cambió su nombre, pasando a denominarse Comunidad de comunas del Oeste de Lescar (en francés, Communauté de communes de l'Ouest de Lescar).
En enero de 1999 cambió nuevamente de nombre, pasando a llamarse Comunidad de comunas del Miey de Bearne. En ese momento estaba formada por trece comunas.
En enero de 2003 la comuna de Aubertin pasó a formar parte de la comunidad, por lo que pasó a estar integrada por catorce comunas.

## Composición
La comunidad de comunas reagrupaba 14 comunas en el momento de su disolución:
| Comuna          | Código INSEE | Cantón                                 | Población (2012) | Superficie (km²) | Densidad (hab./km²) |
| --------------- | ------------ | -------------------------------------- | ---------------- | ---------------- | ------------------- |
| Arbus           | 64037        | Lescar, Gave y Tierras de Pont-Long    | 1106             | 13.89            | 80                  |
| Artiguelouve    | 64060        | Lescar, Gave y Tierras de Pont-Long    | 1595             | 10.74            | 149                 |
| Aubertin        | 64072        | Billère y Laderas de Jurançon          | 657              | 17.16            | 38                  |
| Aussevielle     | 64080        | Artix y País de Soubestre              | 784              | 3.26             | 240                 |
| Beyrie-en-Béarn | 64121        | Artix y País de Soubestre              | 189              | 2.72             | 69                  |
| Bougarber       | 64142        | Artix y País de Soubestre              | 782              | 10.29            | 76                  |
| Caubios-Loos    | 64183        | Tierras del Luys y Laderas de Vic-Bilh | 506              | 7.20             | 70                  |
| Denguin         | 64198        | Artix y País de Soubestre              | 1775             | 12.29            | 144                 |
| Laroin          | 64135        | Billère y Laderas de Jurançon          | 960              | 7.04             | 136                 |
| Momas           | 64387        | Artix y País de Soubestre              | 551              | 14.51            | 38                  |
| Poey-de-Lescar  | 64448        | Lescar, Gave y Tierras de Pont-Long    | 1556             | 6.74             | 231                 |
| Saint-Faust     | 64478        | Billère y Laderas de Jurançon          | 765              | 13.51            | 57                  |
| Siros           | 64525        | Lescar, Gave y Tierras de Pont-Long    | 670              | 2.21             | 303                 |
| Uzein           | 64549        | Lescar, Gave y Tierras de Pont-Long    | 1288             | 16.19            | 80                  |